# Kalle Anka vid Nordpolen
Kalle Anka vid Nordpolen (engelska: Polar Trappers) är en amerikansk animerad kortfilm med Kalle Anka och Långben från 1938.

## Handling
Kalle Anka och Långben är jägare som rest till Antarktis för att fånga djur till ett zoo, dock med olika knep. Kalle klär ut sig till pingvin för att fånga en sådan, medan Långben gillrar fällor för att försöka fånga en valross med fisk.

## Om filmen
Filmen hade svensk premiär den 5 december 1938 på biografen Regina i Stockholm och ingick i kortfilmsprogrammet Kalle Anka & C:o, tillsammans med sex kortfilmer till; Kalle Anka på rävjakt, Vinken, Blinken och Nick, Under vattenytan (ej Disney), Rytmer i sommarsol (med Sven Jerring), Musse Pigg som valfångare och Kuckeliku! Klockan är sju!.

## Rollista
- Clarence Nash – Kalle Anka
- Pinto Colvig – Långben[7]